# Zumanity

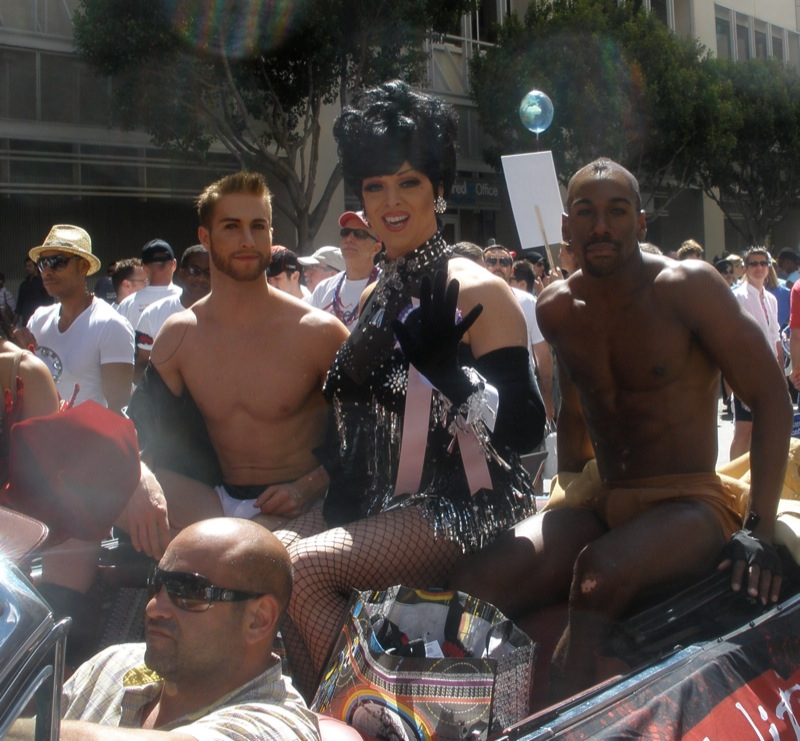
Zumanity

Zumanity es un show estilo-cabaret de Cirque du Soleil, fijo en Las Vegas. Este es el primer espectáculo para adultos de la empresa, su eslogan es "El otro lado de Cirque du Soleil".
En una exploración imponente de las fuerzas ocultas detrás del deseo, y una celebración de la diversidad humana. Es sensual y sexual. Esta demostración despertará los impulsos de las generaciones y las transformará por medio de lo erótico, en danza, acrobacia experta y en cuerpos hermosos de diferentes formas y tamaños. Y también estarán presentes las caricias sensuales de la voz humana y pulsaciones de ritmos exóticos y tonos bochornosos. 
La sexualidad es un tema muy delicado para mucha gente, pero es algo que abarca muchas cosas: el romanticismo, sensualidad, amor, amistad, fraternidad… esta demostración celebra todo esto. La meta de Zumanity es que, al salir las audiencias del teatro, puedan enfrentar estos temas sin vergüenza. 
La producción de 40 acróbatas y 10 músicos van audazmente a donde ninguna demostración de Cirque du Soleil ha entrado jamás. Zumanity es un espectáculo para los amantes, los supuestos amantes o simplemente para los fascinados por el amor. Y es la primera producción de Cirque du Soleil en donde solo se permite la entrada a mayores de 18 años. 
Zumanity es el tercer show fijo en Las Vegas, junto a O, Mystère y Ká.
El título es una combinación entre zoo (zoológico) y humanity (Humanidad), entonces en español sería "Zoológico Humano" o "Zoológico de humanidad" o también como su combinación, "Zumanidad"